# Neptunisme

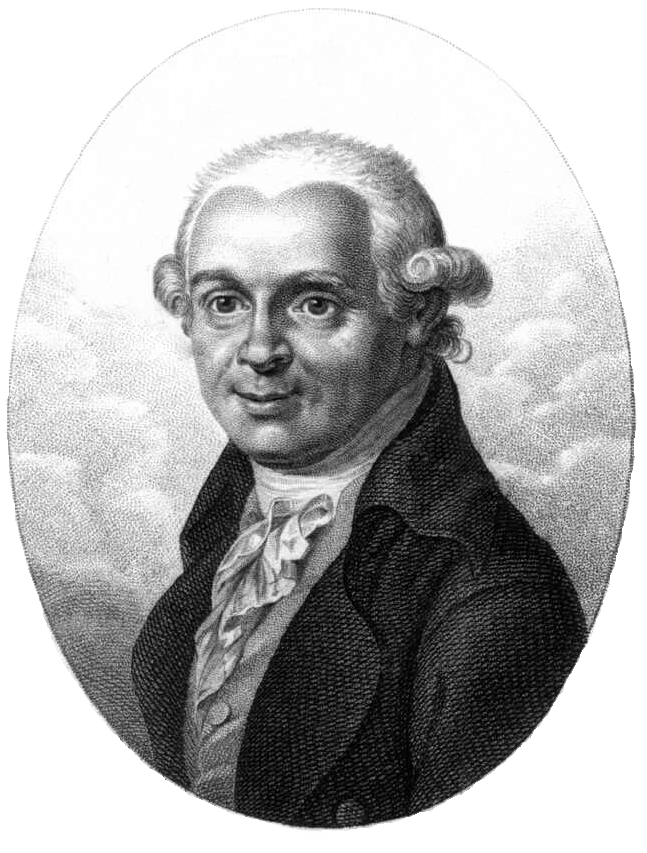
Abraham Gottlob Werner

Het neptunisme of diluvianisme is een sterk verouderde geologische theorie, die stelt dat alle aardse gesteenten van oorsprong in de oceanen gevormd zijn.
Gesteenten zijn volgens het neptunisme gevormd door sedimentatie of het uitkristalliseren van mineralen in de oceanen. Vulkanisme wordt volgens de theorie veroorzaakt door het ondergronds verbranden van steenkool. Neptunisme is nauw verbonden aan catastrofisme, de twee kunnen worden gezien als een poging geologische waarnemingen met de Bijbel in overeenstemming te brengen.
Bedenker van de theorie was Abraham Gottlob Werner uit Freiberg. Andere bekende aanhangers waren Johan Gottschalk Wallerius, Torben Olof Bergman en Johann Wolfgang von Goethe. Het neptunisme staat tegenover het plutonisme van James Hutton, dat stelt dat de warmte in het binnenste van de Aarde de kracht achter gesteentevorming is.
Van ongeveer 1790 tot 1830 stonden neptunisten en plutonisten in de geologie lijnrecht tegenover elkaar. Uiteindelijk bleken waarnemingen van vulkanisme en gesteenten echter beter bij het plutonisme en uniformitarianisme aan te sluiten. Het neptunisme werd uiteindelijk afgedaan toen Alexander von Humboldt (een leerling van Werner) tijdens zijn expeditie naar Zuid-Amerika bewijs vond dat gesteenten als graniet, porfier en basalt door vulkanisme gevormd kunnen worden.